# Justin Goudot
Justin Goudot (14 de abril de 1802, Jura, Francia – 6 de junio de 1847, Bogotá, Colombia) fue un naturalista, explorador y recolector francés afincado en Bogotá durante la mayor parte de su vida.
Adjunto al Muséum national d'histoire naturelle de París como recolector naturalista, entre 1822 y 1842 exploró territorios de Nueva Granada. En 1822, el gobierno de Nueva Granada solicitó su asistencia en la creación de diferentes gabinete científicos, trabajo que simultaneó durante cinco años con la recolección de material biológico en diferentes lugares de la actual Colombia y la costa de Venezuela.
Continuó trabajando como recolector hasta 1842, año en que volvió a Francia. Durante los siguientes cuatro años publicó diferentes artículos sobre las plantas y los animales de Nueva Granada, incluyendo el primer reporte sobre la anidación del gallito de las rocas, Rupicola peruviana, en la actualidad ave nacional de Perú. En 1848 volvió a Colombia, donde finalmente murió.
De Goudot se conocen sobre todo sus colecciones de plantas, pero también recolectó pieles de aves, de las que obtuvo una de las mayores colecciones del mundo, mamíferos, reptiles, moluscos, insectos y otros invertebrados.

## Honores

### Eponimia
- Jules Bourcier nombra en su honor la especie Lepidopyga goudoti
- René-Primevère Lesson nombra la especie Chamaepetes goudotii
- Carl Christian Mez nombra en su honor la especie Puya goudotiana

Los insectos del Orden Diptera recolectados por Goudot fueron descritos por Justin Pierre Marie Macquart.
- La abreviatura «Goudot» se emplea para indicar a Justin Goudot como autoridad en la descripción y clasificación científica de los vegetales.[1]